# کلیسا برامپتون اوراتوری
کلیسا برامپتون اوراتوری (انگلیسی: Brompton Oratory) یک کلیسا کاتولیک در شهر لندن، انگلستان است.
این کلیسا که در منطقه سلطنتی کنزینگتون و چلسی قرار دارد در سال ۱۸۸۰ شروع به ساخت شده و در سال ۱۸۸۴ ساخت آن به اتمام رسیده‌است.